# Inga Khourtsilava
Inga Khourtsilava est une joueuse d'échecs géorgienne née le 17 avril 1975, grand maître international féminin depuis 2013.

## Biographie et carrière
Inga Khourtsilava remporta deux fois la médaille d'argent au championnat d'Europe d'échecs junior féminin (en 1994 et en 1995).
Elle finit cinquième du tournoi zonal féminin de Tbilissi en 1993 avec la moitié des points.
Elle obtint le titre de maître international féminin en 1995 et le titre de grand maître international féminin en 2013.
Elle remporta le championnat  géorgien féminin à trois reprises (en 1991, 1997 et 2000). 
Lors du championnat du monde féminin de 2000, elle battit l'ancienne championne du monde Nona Gaprindashvili au premier tour, puis perdit au deuxième tour face à la Lituanienne Viktorija Čmilytė.  